# Paolo il freddo
Paolo il freddo è un film del 1974 diretto da Ciccio Ingrassia.
È una parodia di Paolo il caldo, girato l'anno precedente da Marco Vicario ed a sua volta ispirato all'omonimo romanzo di Vitaliano Brancati.

## Trama
Figlio di Paolo il caldo, Paolino ha giurato al padre, prima di morire, odio eterno verso le donne.
Il giovane, dopo la perdita paterna, cerca di trovare un lavoro per mantenersi ma non riesce nell'impresa, per via della sua insipienza e per le notevoli avance femminili. Lucia, una collega di Paolino, non si scoraggia di fronte alla sua timidezza e, alla fine, i due si sposeranno.

## Produzione
Si tratta del primo film diretto e prodotto da Ciccio Ingrassia. Durante un convegno del 1977, il regista ha dichiarato apertamente e senza peli sulla lingua: 
(Dichiarazione tratta dal documentario La macchina cinema)
Stando alla ricostruzione del film Come inguaiammo il cinema italiano - La vera storia di Franco e Ciccio, il suddetto De Rossi fece fallire l'azienda di Ingrassia, rubando i soldi all'attore siciliano.

## Accoglienza
Uscito nel maggio del 1974, il lungometraggio ottenne un pessimo riscontro di pubblico e di guadagno. Secondo le parole di Paolo Mereghetti fu «una delle cause della separazione tra i due comici».
È considerata, nonostante ciò, una delle pellicole migliori del duo Franchi-Ingrassia.